# Kailash
| Tibetische Bezeichnung                            |
| ------------------------------------------------- |
| Tibetische Schrift: གངས་རིན་པོ་ཆེ                    |
| Wylie-Transliteration: gangs rin po che           |
| Offizielle Transkription der VRCh: Kangrinboqê    |
| THDL-Transkription: Gangrinpoche                  |
| Andere Schreibweisen: Kangrinpoche, Kang Rinpoche |
| Chinesische Bezeichnung                           |
| Traditionell: 岡仁波齊峰                          |
| Vereinfacht: 冈仁波齐峰                           |
| Pinyin:Gāngrénbōqí Fēng                           |

Der Kailash, Kailas oder Gang Rinpoche (tibetisch གངས་རིན་པོ་ཆེ ZWPY Kangrinboqê, Wylie gangs rin po che; deutsch: „kostbares Schneejuwel“) ist ein seine Umgebung deutlich überragender Berg im Gangdisê-Gebirge, dem westlichen Teil der Gebirgszüge des Transhimalaya in Tibet in China.
Seine Spitze hat eine außergewöhnlich symmetrische Form und gleicht einem Kristall oder einer Pyramide, die ganzjährig mit Schnee bedeckt ist. Er gilt den Tibetern als heiliger Berg. Seine Höhe wird häufig mit 6714 m angegeben, neueren Quellen zufolge beträgt die Höhe 6638 m.

## Heiliger Berg Tibets
Der Kailash liegt im Zentrum eines Gebiets, das für den gesamten Wasserlauf des tibetischen Hochlands von zentraler Bedeutung ist. In seinem Gebiet entspringen die vier großen Flüsse des südasiatischen Raums: im Norden der Indus, im Osten der Yarlung Tsangpo (Brahmaputra), im Westen der Satluj, ein Zufluss des Indus, und im Süden der Karnali, ein Zufluss des Ganges. Diese Flüsse haben einen maßgeblichen Anteil an der Wasserversorgung des gesamten indischen Subkontinents. Die religiöse Bedeutung ist eng mit diesem Umstand verbunden.
Bis vor wenigen Jahren galt die Region Ngari im Westen Tibets, in der das Gangdisê-Gebirge liegt, als eines der unzugänglichsten Gebiete der Welt. Die Landschaft liegt in einer durchschnittlichen Höhe von über 4500 m. Der Himalaja trennt hier Indien, Nepal und China sowohl geografisch als auch politisch. Der Kailash liegt näher an Indien als an dem Ballungsgebiet Lhasa. Die Entfernung von Delhi zum Kailash beträgt 980 km, während Lhasa 1280 km entfernt ist. Der Kailash war bis vor kurzem nur mit großem Zeitaufwand zu erreichen. Inzwischen ist die Anreise durch den knapp 200 km entfernten Flughafen Ngari-Günsa und die durchgehend asphaltierte Nationalstraße G219 einfach geworden.

## Besteigungen
Der Berg ist aus Rücksicht auf seine religiöse Bedeutung bisher unbestiegen. „Kein Ort ist wundervoller als dieser“, hat der Yogi Milarepa (1052–1135) gesagt, der der Überlieferung nach als der einzige bisherige Besteiger des Berges gilt, an dessen Fuß er lange Zeit in völliger Abgeschiedenheit lebte.
Die erste Genehmigung zur Besteigung wurde zwar 1985 Reinhold Messner erteilt, der eine Genehmigung für das umgebende Gebiet beantragte. Dieser verzichtete aber auf die Ausführung. Seitdem wurde keine weitere Erlaubnis erteilt, auch nicht im Jahr 2001, als der spanische Bergsteiger Jesús Martinez Novas seine geplante Expedition als „politische Demonstration gegen Umweltzerstörung und für größeres, globales Bewusstsein“ deklarierte. Dies führte jedoch zu weltweiten Protesten verschiedener Religionsgruppen, die, unterstützt von berühmten Bergsteigern, eine Besteigung des Kailash ablehnen.

## Religiöse Bedeutung
Durch die besondere Form und Lage, die den Kailash als Berg Meru identifizieren, zählt er im Tibetischen Buddhismus, Hinduismus, Jainismus und Bön – somit für eine große Anzahl von Menschen – zu den bedeutendsten spirituellen Orten und gilt als heiligster Berg. Eine Umrundung des Berges (tibetisch Kora oder Sanskrit: Parikrama) auf einem 53 km langen Weg, der bis in eine Höhe von 5700 m über den Drölma La (tib. „Pass der [Göttin] Tara“) führt, ist die wichtigste Pilgerreise für Anhänger dieser Religionen. Die Richtung der Umrundung erfolgt dabei in Abhängigkeit von der Religionszugehörigkeit des Pilgers (Buddhisten, Hindus und Jainas im Uhrzeigersinn, Anhänger des Bön gegen den Uhrzeigersinn). Nach der 13. Umrundung des Kailash bekommt der Pilger Zutritt zur inneren Kora. Vorgebliches Ziel jedes Buddhisten sei es, den Kailash 108-mal zu umrunden. Wer dies schafft, der erlangt nach buddhistischer Lehre die unmittelbare Erleuchtung. Der tibetische Kalender sieht zudem vor, dass zu bestimmten Zeiten Umrundungen jeweils einen anderen Stellenwert haben, so zählt beispielsweise im Jahr des Pferdes jede Runde sechsfach.

### Buddhismus
Der durch die besondere Form im tibetischen Buddhismus auch „Großes Schneejuwel“ (gangs rin po che) genannte Berg wird zuweilen auch als Zentrum eines Welt-Mandalas gesehen. Hierbei symbolisiert er den mythischen Weltenberg Meru, der gemäß hinduistischer und buddhistischer Kosmogonie das Zentrum des Universums bildet. Dabei gilt es zu beachten, dass die Verbreitung des Buddhismus in Tibet von Indien her seinen Ursprung nahm. Zwischen den indischen Epen, die den Meru erstmals erwähnen und der von Indien ausgehenden Verbreitung des Buddhismus in Tibet liegen mehrere Jahrhunderte. Die mythologische Deutungshoheit über den Berg Meru ist daher im Hinduismus zu suchen.

### Hinduismus

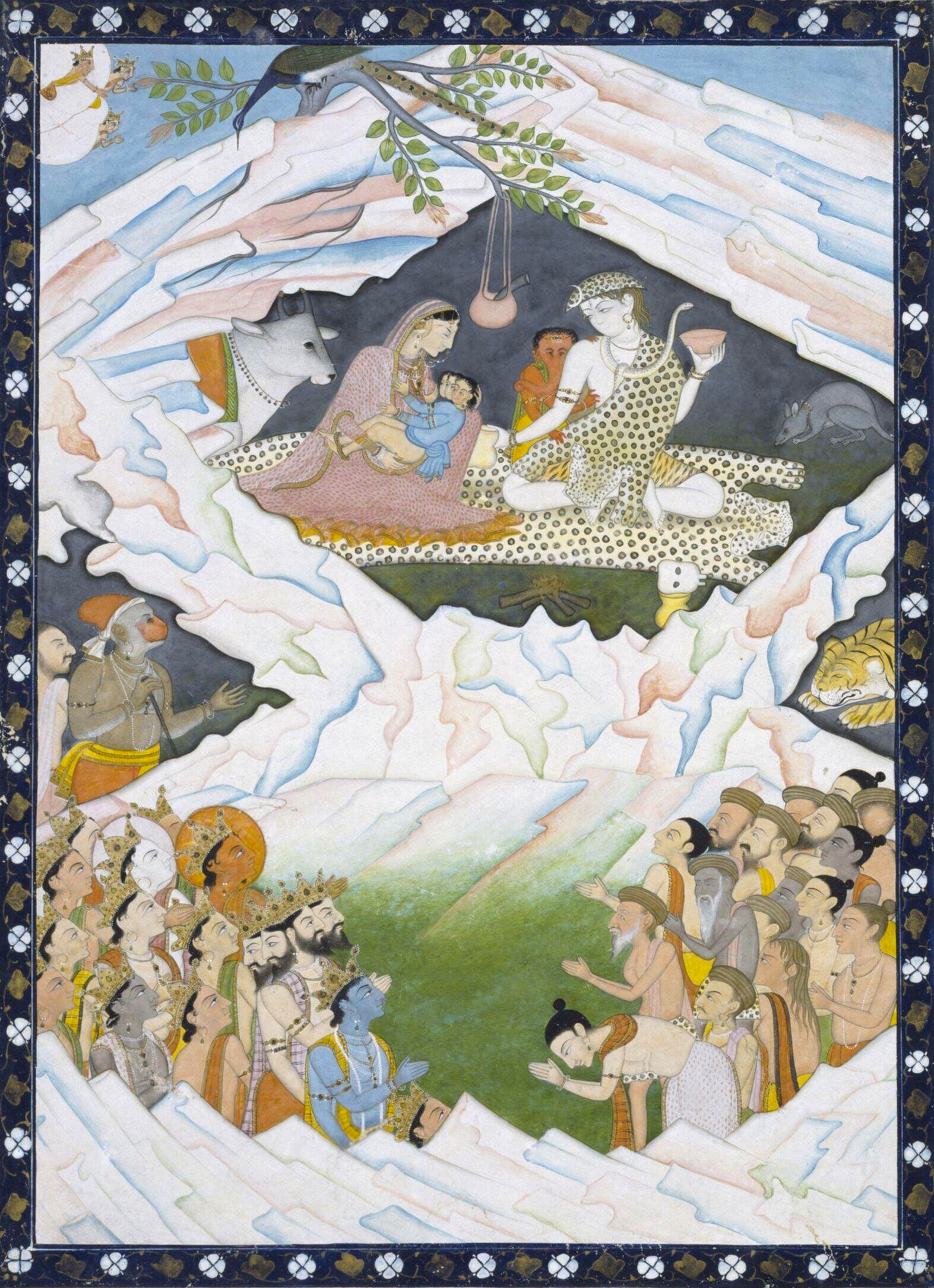
Shiva mit seiner Familie Parvati und Ganesha sowie Kartikeya, umgeben von den Devas

Erstmals erwähnt wird die religiöse Bedeutung des Kailash in den indischen Epen Ramayana und Mahabharata, die in die Antike zurückgehen. Ramayana und Mahabharata beschreiben Meru als den König der Berge, der Himmelreich und Erde miteinander verbindet. Er sei Mittelpunkt des Universums und Sitz der Götter. Gott Shiva gebiete von hier aus über Wohl und Übel der Menschheit. Meru sei nicht aus Fels und Stein beschaffen, sondern aus Edelsteinen geformt, die in die vier Himmelsrichtungen weisen. Im Osten Kristall, im Süden Saphir, im Westen Rubin und im Norden Gold. Meru sei Nabel der Welt, die Quelle des Lebens. Ihm entsprängen vier Flüsse, die Fruchtbarkeit und Leben im Überfluss brächten, überall wohin sie flössen. Es sind diese Worte der Dichtung, die den Kailash mit dem Berg Meru identifizieren. Die Schriften selbst geben über die allgemeine Ortsangabe „Himalaja“ keine hinausgehende Beschreibung. Es ist also seine geografische Lage im tatsächlichen Quellgebiet der Flüsse Karnali, Indus, Sutlej und Brahmaputra, welcher der Kailash seine mythologische Bedeutung verdankt. Der Mythos vom heiligen Berg Meru ist in ganz Asien bekannt. Architektonische Abbildungen sind von Angkor Wat in Kambodscha bis Borobudur in Indonesien zu finden.

### Jainismus
Die Jainas nennen den Berg Astapada (deutsch: „Achtfüßler“, „Spinne“). Alle Orte, an denen wichtige religiöse Propheten (Tirthankaras) der Jainas zur Welt kamen oder diese verließen, werden als Tirthas, heilige Orte, verehrt und gelten als Wallfahrtsorte. Da gleich zwei ihrer wichtigsten Religionsstifter ihre Erlösung auf dem Berg erlangten, ist der Astapada für die Jainas ein wichtiger Pilgerort. Der erste Tirthankara Rishabha erlangte am Ende seines Lebens auf dem Berg nach sechseinhalbtägigem Fasten die Erleuchtung. Einer seiner Söhne, Bharata, erlangte ebenfalls auf dem Berg die Erlösung. Pilger erhalten durch die asketische Umrundung des Berges großen spirituellen Lohn.

### Bön
In der Bön-Religion steht der Yundrung Gutseg genannte Berg für das spirituelle Zentrum des alten Bön-Reiches Zhang-Zhung.

## Berglegende
Am Kailash kam es der Sage nach um 1100 n. Chr. zu einem Wettkampf zwischen Milarepa und seinem Bön-Kontrahenten Naro Bönchung. Der Ausgang des Rennens zum Gipfel wurde zu Gunsten Milarepas entschieden. Damit siegte der Buddhismus über die Bön.
Laut der Legende überholte Milarepa seinen Widersacher auf einem Sonnenstrahl sitzend und erreichte somit den Gipfel des Kailash als Erster. Der auf seiner Trommel reitende Naro Bönchung erschrak so sehr, dass er die Trommel fallen ließ. Beim Absturz schlug die Trommel eine tiefe senkrechte Kerbe in den Berg. Diese signifikante Spalte kann man auch heute noch an der Südseite des Berges betrachten. Naro Bönchung wurde zum Trost der Gurla Mandhata zugewiesen.
Auch um die Quernarben an der Nordwand des Berges rankt sich eine Sage. Diese Striemen entstanden durch Seile, welche böse Dämonen verwendeten, um den Kailash nach Sri Lanka zu tragen. Buddha persönlich verhinderte dieses Vorhaben. Deshalb befinden sich der Legende nach auf dem Pilgerweg noch jede Menge Fußabdrücke Buddhas.

## Tourismus

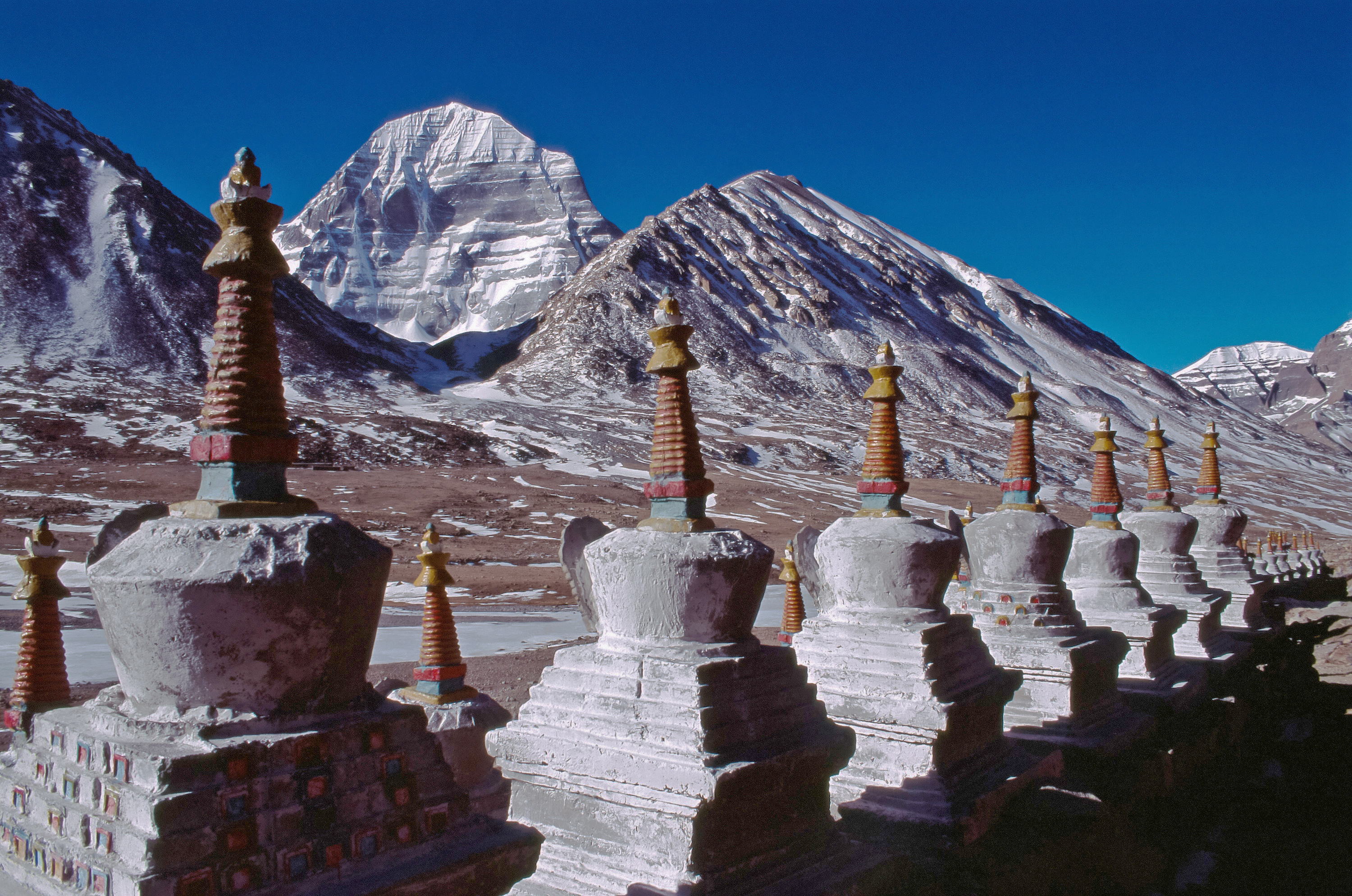
Chörten unterhalb des Kailash

Neben den traditionellen Pilgerfahrten, vor allem der Tibeter, zum heiligen Berg Kailash nimmt nach der touristischen Öffnung Chinas der Trekkingtourismus von internationalen Reiseveranstaltern immer mehr zu. Dies veranlasste die chinesische Regierung 2003 dazu, eine Piste um den Berg entlang des 53 km langen Pilgerweges zu planen und mit Vorarbeiten zu beginnen. Aufgrund der internationalen Proteste wurde das Projekt 2004 gestoppt. Lange gab es nur im Süden und Südwesten des Bergmassivs Pisten, die die An- und Abreise der Pilger erleichtern. Die asphaltierte Nationalstraße 219 und der 2010 in Betrieb gegangene Flughafen Ngari-Günsa haben nun Pilger- und Tourismusreisen erheblich erleichtert.
Die zunehmende Zahl von Touristen wirkt sich inzwischen auch auf die Umwelt – insbesondere im Dorf Darchen – negativ aus, das als Start- und Zielpunkt der Parikrama fungiert. 2002 wurde mit 200.000 Pilgern ein vorläufiger Höhepunkt erreicht. Zusätzlich wurden in den Unterkunftsstätten in Darchen 9000 Touristen registriert. Für die Parikrama sollen die Touristen eine Umweltabgabe von 50 Yuan (aktuell 6,01 EUR) im „Holy Mountain Ticket Office“ in Barga bezahlen.

## Filme
- Reinhold Messner, Michael Albus: Wohnungen der Götter – Eine Reise zum heiligen Berg Kailash. Film von 1997 (ZDF/Phoenix).
- Bei Pilgern im Himalaja – Eine bayerische Pfarrerin am Kailash. Film von Peter-Hugo Scholz (2006).
- Kailash – Zum heiligsten Berg Tibets. Film von 2001.
- Mit dem Motorrad zum Mount Kailash. Film von 2002.
- Mit Pilgern zum heiligen Berg Kailash. Film von 2005.
- Shangri La. Film von 2006.
- Kailash – Steinige Wege. Popol Vuh-Expedition um den heiligen Berg. Film von Frank Fiedler 2023 (deutsch, englisch, Laufzeit: 146 min).[11]